# Robin Hutrel
Robin Hutrel est un joueur français de volley-ball né le 22 mars 1992 à Alès (Gard). Il mesure 1,94 m et joue Réceptionneur-attaquant.

## Clubs
| Club                | Pays   | De               | À                |
| ------------------- | ------ | ---------------- | ---------------- |
| CAC VB              | France | 2008-2009        | 2009-2010        |
| Narbonne Volley     | France | 2010-2011        | 2011-2012        |
| Saint-Brieuc CAVB   | France | 2012-2013        | 2013-2014        |
| Les Herbiers        | France | 2014-2015        | 2015-2016        |
| Mende Volley Lozère | France | Depuis 2016-2017 | Depuis 2016-2017 |

## Palmarès
- Coupe de France Espoirs (1)
  - Troisième: 2012

- Coupe de France fédérale (1)
  - Vainqueur : 2017